# Sparkasse Ennepetal-Breckerfeld
Die Sparkasse Ennepetal-Breckerfeld war eine Sparkasse in Nordrhein-Westfalen mit Sitz in Ennepetal. Im Jahre 2022 fusionierte die Sparkasse mit der Sparkasse Gevelsberg-Wetter zur Sparkasse an Ennepe und Ruhr.

## Geschäftsgebiet und Träger
Das Geschäftsgebiet der Sparkasse Ennepetal-Breckerfeld umfasste die Städte Ennepetal und Breckerfeld im Ennepe-Ruhr-Kreis. Träger der Sparkasse war der Sparkassenzweckverband der Städte Ennepetal und Breckerfeld, dem die beiden Städte als Mitglieder angehörten.

## Geschäftszahlen

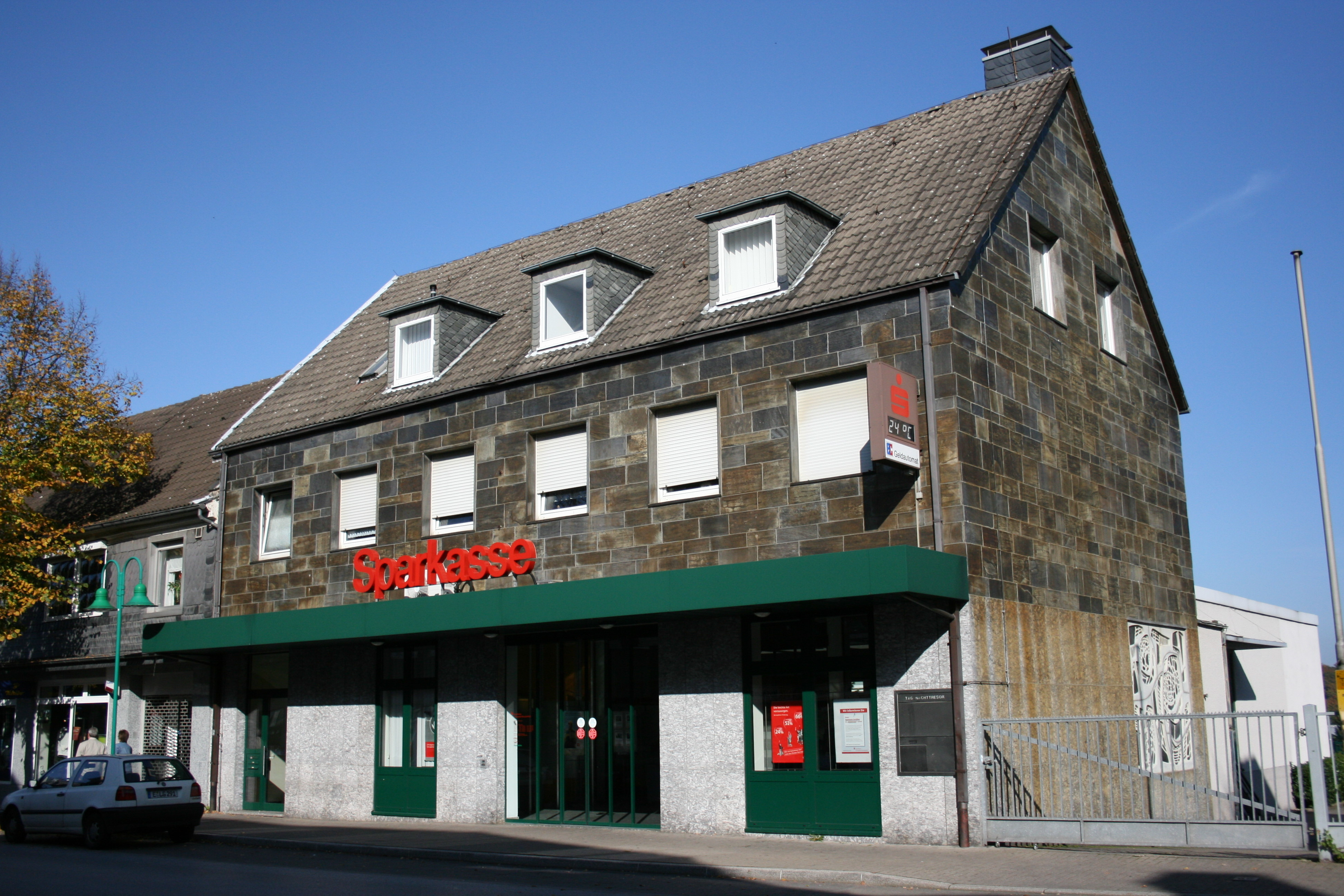
Geschäftsstelle in Ennepetal-Voerde

Die Sparkasse Ennepetal-Breckerfeld wies im Geschäftsjahr 2020 eine Bilanzsumme von 816,61 Mio. Euro aus und verfügte über Kundeneinlagen von 615,14 Mio. Euro. Gemäß der Sparkassenrangliste 2020 lag sie nach Bilanzsumme auf Rang 336. Sie unterhielt 4 Filialen/Selbstbedienungsstandorte und beschäftigte 116 Mitarbeiter.